# Auronzohütte
Die Auronzohütte (italienischer Name: Rifugio Auronzo, eigentlich Rifugio Auronzo alle Tre Cime di Lavaredo, frühere Namen: Rifugio Caldart, Rifugio Principe Umberto, Rifugio Longéres) ist eine Schutzhütte der Sektion Auronzo di Cadore des Club Alpino Italiano (CAI) in den Dolomiten (Provinz Belluno, Italien) auf einer Höhe von 2320 m s.l.m.. Sie befindet sich am südlichen Fuß der Drei Zinnen und liegt im Gebiet des Dolomitenkriegs (1915–1918). Die Auronzohütte ist mit dem Fahrzeug von Misurina gut erreichbar und somit ein beliebter Ausgangspunkt für zahlreiche Spazier-, Wander-, Klettersteig- und Klettertouren.

## Anfahrt
- Mit dem Kfz oder Fahrrad von Misurina (Mautstraße) zum Großparkplatz bei der Auronzohütte
- Linienbus (Linie 445, SAD Nahverkehr AG) von Innichen/Toblach (Anschluss Pustertalbahn) und Cortina d’Ampezzo
- Linienbus (Linie 31, Dolomiti Bus Spa) von Calalzo di Cadore (Bahnanschluss) und Auronzo di Cadore

## Zugänge
- Aufstieg durch das Lavaredotal (Weg 104)

## Übergänge
- zur Dreizinnenhütte über Lavaredohütte und Paternsattel, (Weg 101, Gehzeit 1,5 Stunden, Mountainbike-Strecke)
- zur Dreizinnenhütte über Forcella Col de Mezzo (Weg 105 bzw. Dolomitenhöhenweg 4, Gehzeit 2 Stunden)
- auf dem Bonacossaweg zur Fonda-Savio-Hütte in die Cadini-Gruppe (Kriegssteig mit einigen Sicherungen)

## Gipfelbesteigungen
- Paternkofel (2744 m, Klettersteig)
- Toblinger Knoten (2617 m, Klettersteig)
- diverse Klettertouren auf die Drei Zinnen

## Sport
Die Parkplätze um die Auronzohütte dienten bereits sieben Mal als Zielankunft des Giro d’Italia bei den Drei Zinnen.

## Galerie

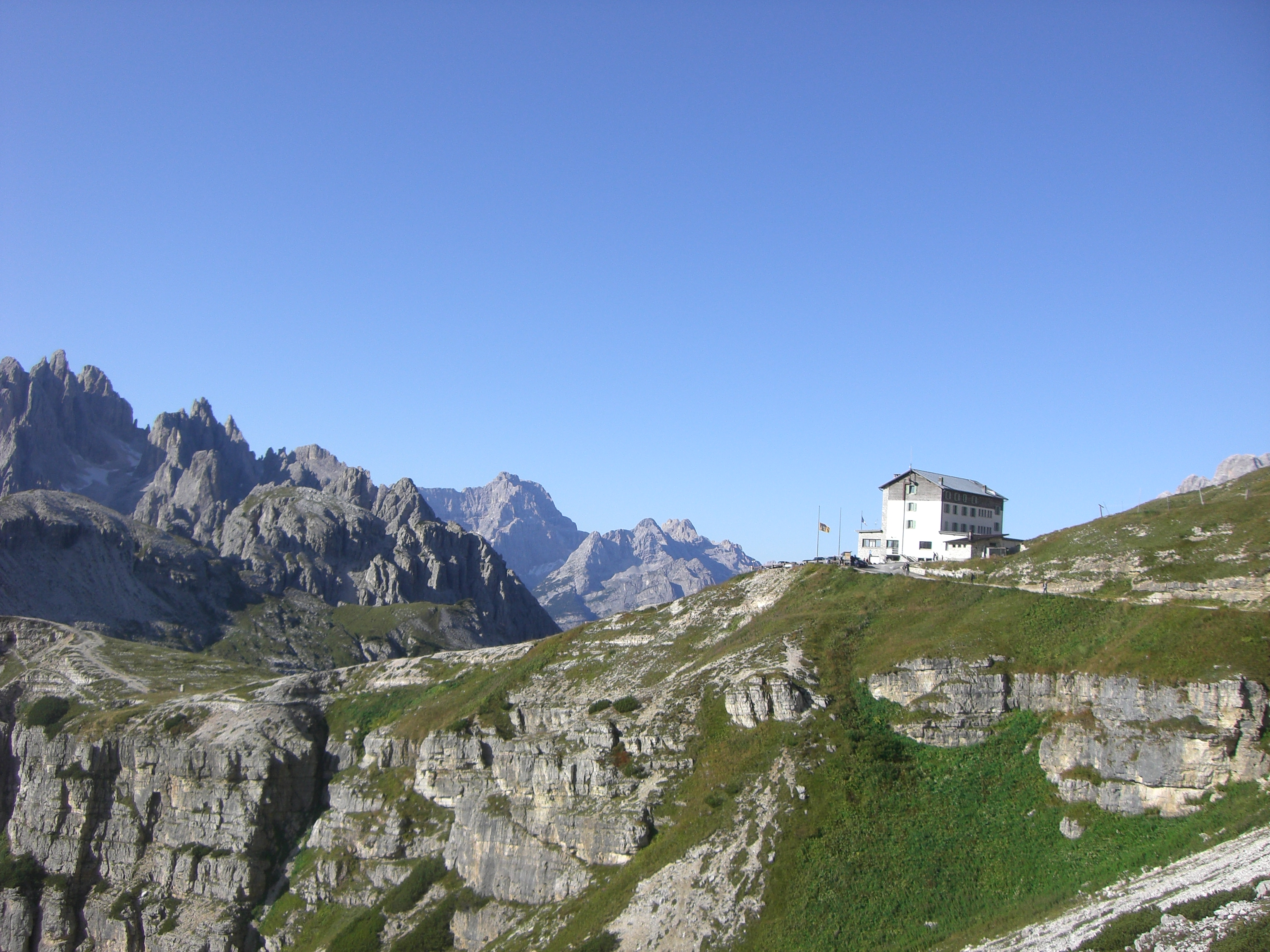
Hütte und südwestliche Umgebung
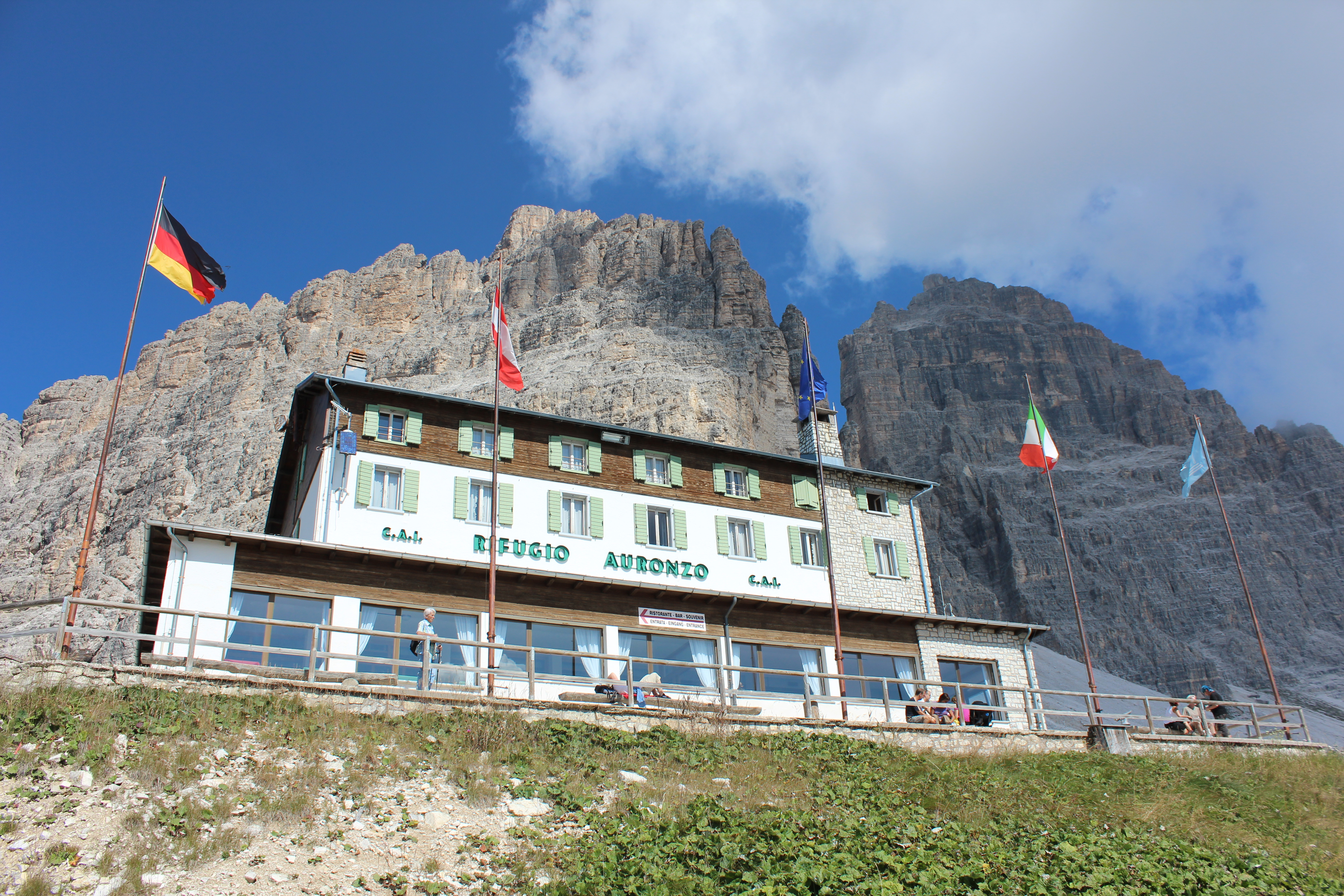
Hütte mit westlicher und großer Zinne vom Parkplatz aus
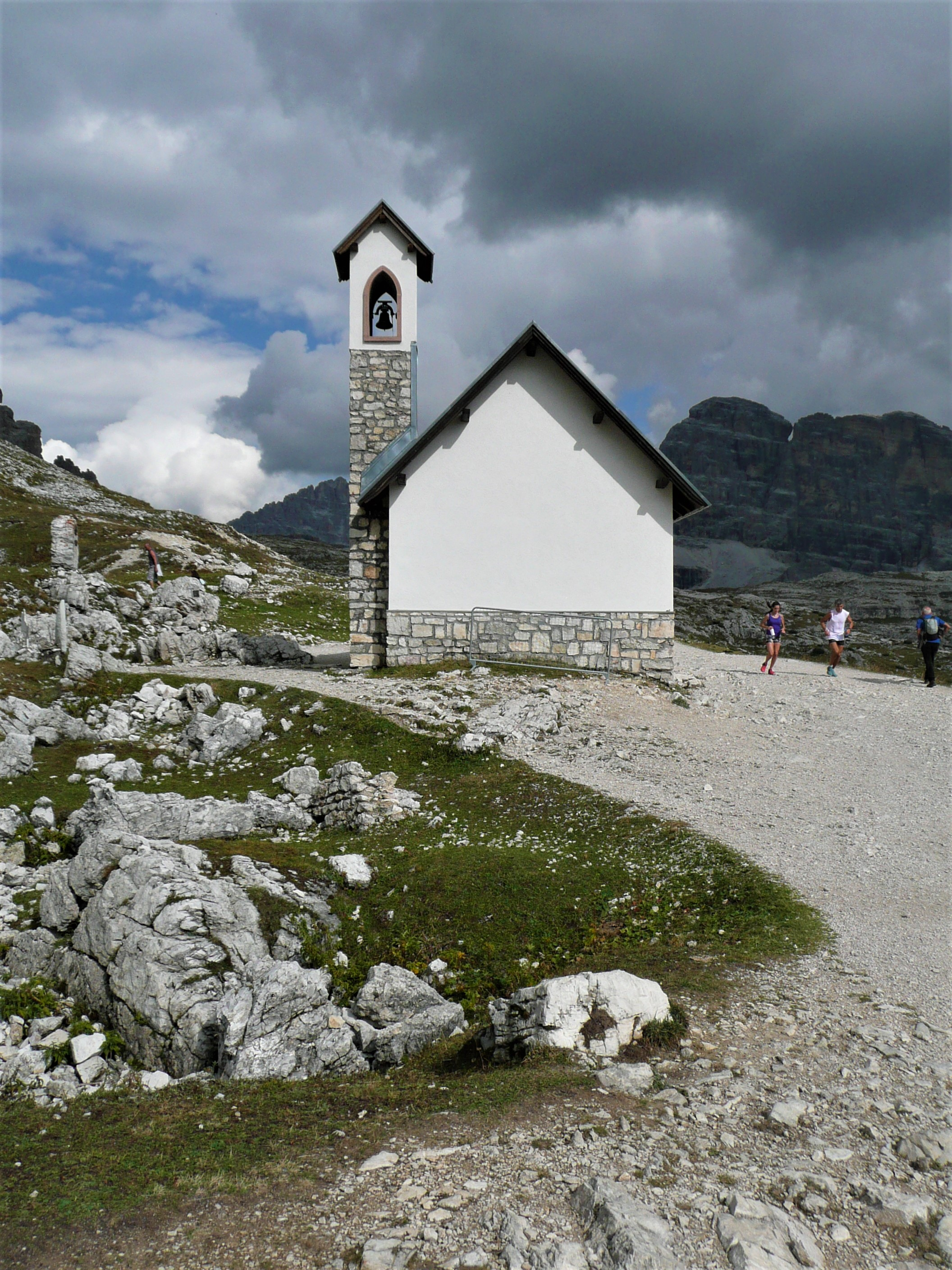
Kapelle neben der Auronzohütte mit Monument für Paul Grohmann
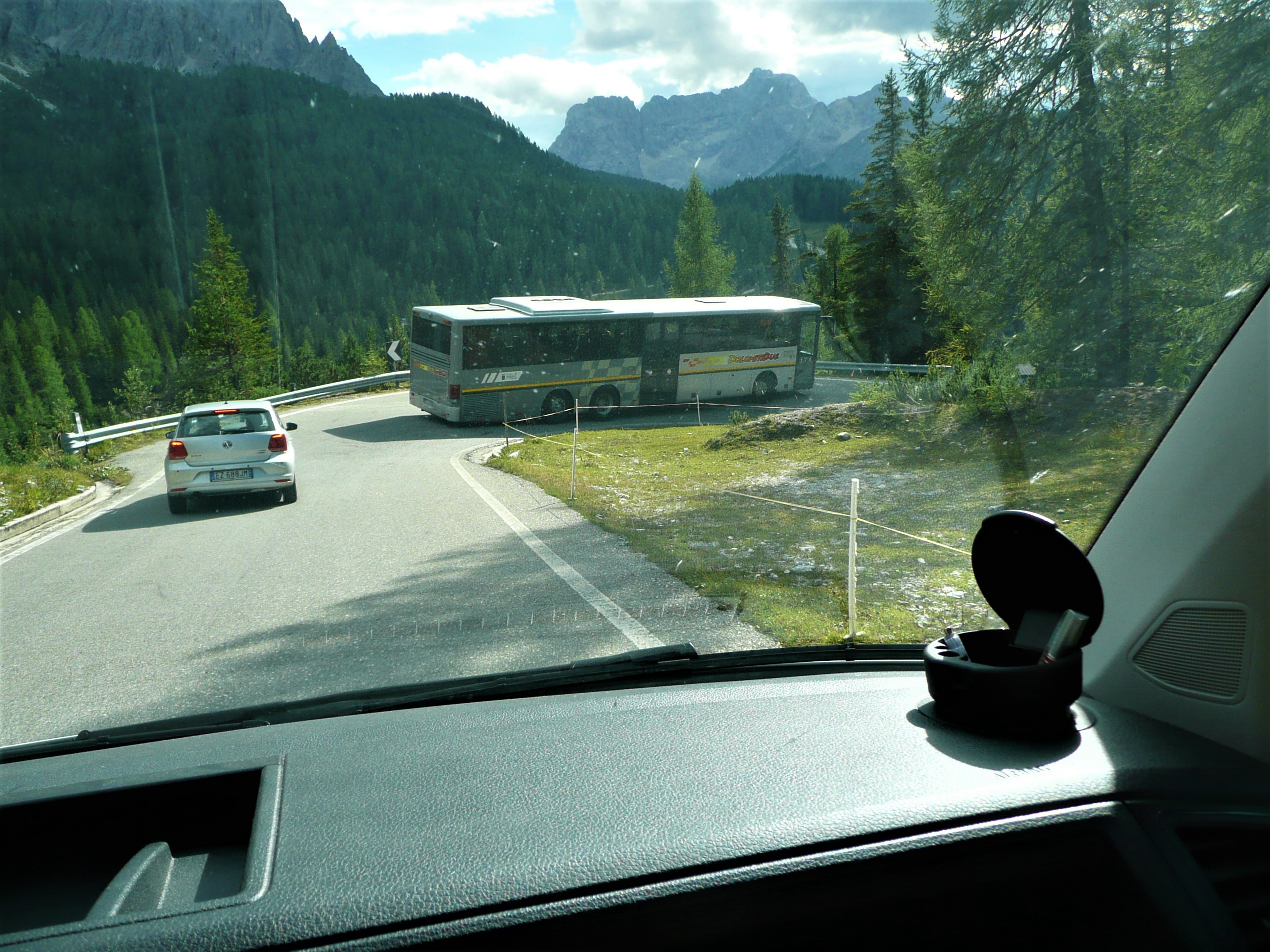
Serpentinenstraße von der Auronzohütte nach Misurina